# Matteo Scanni
Matteo Scanni (Milano, 14 ottobre 1970 – Milano, 27 gennaio 2022) è stato un giornalista e regista italiano.

## Biografia
Nel 2001 coordinò la scuola di giornalismo dell'Università Cattolica del Sacro Cuore, di cui diresse le testate dal 2009 e dove insegnò giornalismo televisivo d'inchiesta. Come giornalista freelance realizzò videoreportage tra i quali Il paese del maiale (Rai 3), sulle contraffazioni alimentari, ed Euskal kronikak (Rai Sat), sui Paesi Baschi. Con Peace Reporter realizzò il documentario The Iron Curtain Diaries 1989-2009.
Fu coautore di 'O sistema (Rizzoli, 2006), insieme a Ruben H. Oliva, con cui vinse il premio Ilaria Alpi 2006 sezione produzione, e L'Italia chiamò (Edizioni Ambiente, 2009), insieme a Leonardo Brogioni e Angelo Miotto. Fu coautore e co-regista, insieme ad Armando Trivellini e Laura Silvia Battaglia del documentario Il prezzo della verità, sull'omicidio di Maria Grazia Cutuli (Corriere della Sera, 2008). Scrisse inchieste e reportage per Il Mondo, Corriere Lavoro, Corriere della Sera, L'Espresso, D Donna e Diario.
Per il teatro scrisse Cinque pezzi fragili, Quel che resta di via Adda e il monologo radiofonico Il giornalista invisibile. Con Angelo Miotto e Gianluigi Gherzi fu autore e interprete dello spettacolo Errata Corrige. Il giornale a teatro. 
Fu tra i fondatori e presidente di DIG (Documentari, Giornalismi, Inchieste), premio internazionale dedicato al giornalismo investigativo, che si svolge dal 2015 a Riccione.
Fu il direttore della pubblicazione Maize, che ha co-fondato e guidato dall'inizio.

### Morte
Morì il 27 gennaio 2022 all'età di 51 anni, dopo alcuni anni di malattia. I funerali si svolsero il 29 gennaio nella chiesa di San Pietro in Sala, in piazza Wagner a Milano.